# Hansjörg Geiges

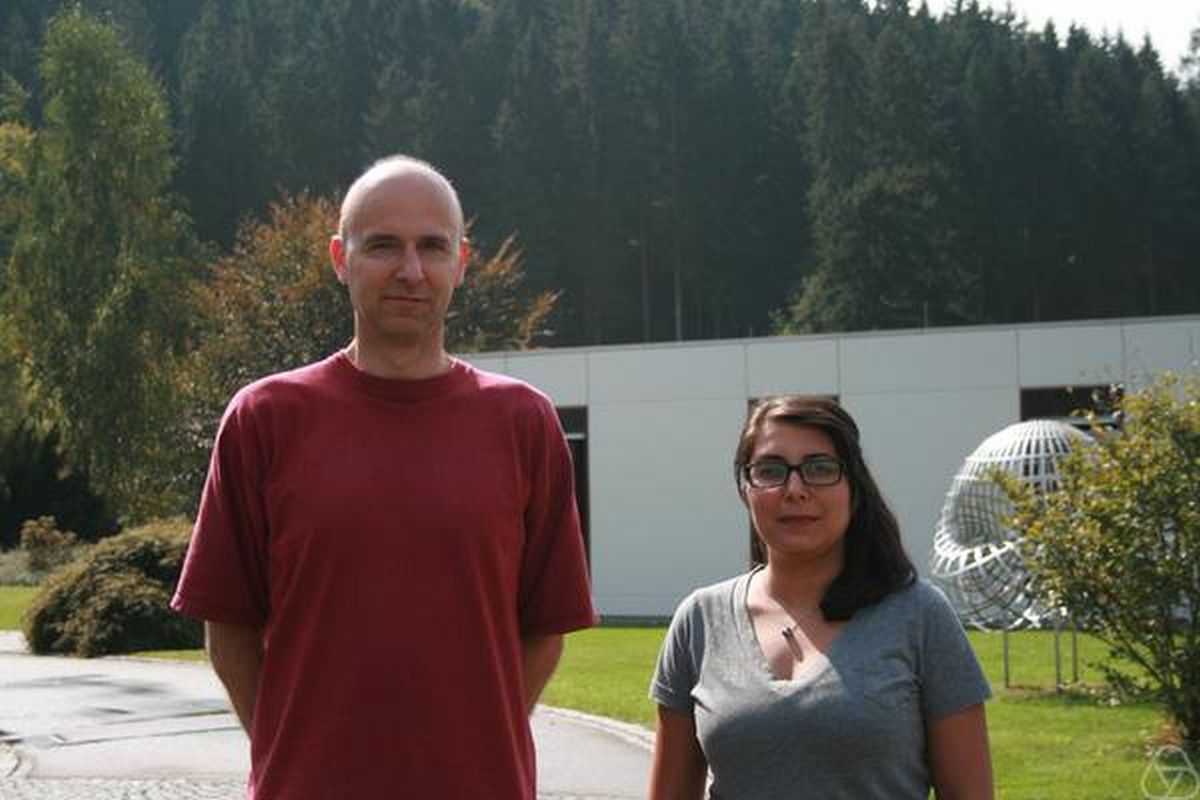
Hansjörg Geiges (links), Oberwolfach 2012

Hansjörg Geiges (* 6. Juni 1966 in Basel) ist ein deutsch-schweizerischer Mathematiker, der sich mit Kontaktgeometrie, Symplektischer Geometrie und Topologie befasst.

## Leben
Hansjörg Geiges wurde geboren als Sohn des Fotografen Leif Geiges. Er war 1985 Sieger im Bundeswettbewerb Mathematik und studierte mit einem Stipendium der Studienstiftung des deutschen Volkes in Göttingen (Vordiplom 1987), Cambridge (Peterhouse College 1987/88, B. A. 1988), der Universität Zürich (1988/89) und Bonn Mathematik (nachdem er zunächst im Grundstudium Physik studiert hatte). Er war ab 1989 wieder in Cambridge und wurde dort 1992 bei Charles B. Thomas promoviert (On the Existence of Symplectic and Contact Structures on Closed Manifolds) und gewann dort 1991 den ersten Preis im Wettbewerb um den Smith/Rayleigh/Knight Preis. Als Post-Doktorand war er 1992 bis 1994 Szegő-Assistenzprofessor an der Stanford University, ein Jahr am Queens’ College der Universität Cambridge und ab 1995 Assistenzprofessor an der ETH Zürich. 1998 wurde er Professor an der Universität Leiden und seit 2002 ist er Professor an der Universität zu Köln.
Er ist Mitherausgeber der Jahresberichte des Deutschen Mathematiker-Vereinigung, des Archivs für Mathematik und der Mathematischen Semesterberichte.
Er hat die deutsche und die schweizerische Staatsbürgerschaft.

## Schriften (Auswahl)
- mit Jesús Gonzalo: Contact geometry and complex surfaces. In: Inventiones Mathematicae. Band 121, 1995, S. 147–209, doi:10.1007/BF01884294.
- Contact Topology in Dimension Greater than Three. In: Progress in Mathematics. Band 202, 2001, S. 535–545, doi:10.1007/978-3-0348-8266-8 46 (PDF).
- h-Principles and Flexibility in Geometry (= Memoirs of the American Mathematical Society. Bd. 779). American Mathematical Society, Providence 2003.
- mit Fan Ding: A Legendrian surgery presentation of contact 3-manifolds. In: Mathematical Proceedings of the Cambridge Philosophical Society. Bd. 136 (2004), H. 3, S. 583–598, doi:10.1017/S0305004103007412.
- mit Fan Ding, András I. Stipsicz: Surgery diagrams for contact 3-manifolds. In: Turkish Journal of Mathematics. Bd. 28 (2004), H. 1, S. 41–74.
- Christiaan Huygens and contact geometry. In: Nieuw Archif voor Wiskunde. Band 6, 2005, S. 117–123 (und in EMS Newsletter, September 2007), arxiv:math/0501255.
- Contact Geometry. In: Franki J. E. Dillen, Leopold C. A. Verstraelen (Hrsg.): Handbook of Differential Geometry. Band 2, Elsevier, Amsterdam 2006, S. 315–382, arxiv:math/0307242.
- An introduction to contact topology. Cambridge University Press, Cambridge 2008. ISBN 978-0-521-86585-2
- mit Nena Röttgen, Kai Zehmisch: Trapped Reeb orbits do not imply periodic ones. In: Inventiones Mathematicae. Januar 2014, doi:10.1007/s00222-014-0500-9.